# Ten (film, 2002)
Pour les articles homonymes, voir Ten.
Pour plus de détails, voir Fiche technique et Distribution.
Ten (en persan : ده, Dah) est un film franco-américano-iranien réalisé par Abbas Kiarostami, sorti en 2002.

## Synopsis
Une femme dans une voiture et dix séquences, dix conversations avec les passagers qui prennent place dans le véhicule.

## Fiche technique
- Titre : Ten
- Réalisateur : Abbas Kiarostami
- Scénario : Abbas Kiarostami
- Musique : Howard Blake
- Montage : Abbas Kiarostami
- Production : Abbas Kiarostami & Marin Karmitz
- Pays :  Iran,  États-Unis,  France
- Langue : persan
- Genre : drame
- Durée : 94 minutes
- Sortie : 2002

## Distribution
- Mania Akbari : La conductrice
- Amin Maher : Amin
- Kamran Adl
- Roya Arabshahi
- Amene Moradi
- Mandana Sharbaf
- Katayun Taleizadeh

## Autour du film
- C'est le troisième film d'Abbas Kiarostami financé par le producteur français Marin Karmitz, après Le vent nous emportera et ABC Africa.
- Il a été tourné avec une petite caméra numérique.
- Le seul protagoniste masculin du film est un enfant.

## Distinctions
- Sélection officielle du Festival de Cannes 2002
- Élu 10e meilleur film de la décennie 2000-2009 par les Cahiers du cinéma[1]